# Mezislovanština
Mezislovanský jazyk neboli mezislovanština (medžuslovjansky jezyk, меджусловјанскы језык), známá také pod anglickým názvem Interslavic, je projekt umělého slovanského jazyka. Cílem autorů bylo vytvořit jazyk, který by byl srozumitelný většině Slovanů a jeho mluvčí tedy pro komunikaci s nimi nemuseli ovládat jednotlivé slovanské národní jazyky. Mluvčí kteréhokoliv z nich by měl mluvčímu mezislovanštiny rozumět, ačkoliv sám vyjadřovat by se i nadále mohl jedině ve své mateřštině, takže dialog by byl možný pouze v případě vzájemného pasivního porozumění (tzv. pasivní bilingvismus). Mezislovanština byla vyvinuta v letech 2011–2017 na základě tří starších jazykových projektů, které v roce 2017 byly na mezinárodní konferenci spojeny do jednoho společného projektu mezislovanštiny.

## Původ
Ve slovanském jazykovém kontinuu vznikla celá řada umělých univerzálních jazyků. Svým způsobem byla takovým jazykem už i cyrilometodějská staroslověnština, protože byla také sestavena umělým zásahem. Od 19. století je patrný vzrůstající zájem o obnovení mezislovanské komunikace v jednom univerzálním jazyce. Seznam všech jazyků je uveden na stránkách nizozemského lingvisty Jana van Steenbergena.
Projekt Slovianski (přídavné jméno, které znamená slovanský) byl započat roku 2006 Janem van Steenbergenem (slovianski-N), Ondrejem Rečnikem (slovianski-P) a Gabrielem Svobodou (slovianski-S). Projekt si kladl za cíl vytvořit jazyk, který by pomohl v domluvě mezi lidmi mluvícími slovanskými jazyky, byl by snadno naučitelný a přirozenější než slovio. Zpočátku byly vyvíjeny tři různé verze:
- Slovianski-P: Písmeno P je počátečním písmenem slova pidžin, čemuž odpovídá velice zjednodušená gramatika. Jiný možný význam je prosti (prostý). Myšlenkou slovianski-P bylo totiž vytvořit co nejjednodušší jazyk, který využívá pouze přirozená řešení obsažená ve slovanských jazycích. Původcem byl Ondřej Rečnik, později na něm pracoval Gabriel Svoboda.
- Slovianski-N: N jako "naturální", přirozený. Pravopis, fonologie a slovní zásoba byly stejné jako ve verzi slovianski-P, ale gramatika byla přirozenější, například v ní byly pády, jež existují ve většině slovanských jazyků. Jeho iniciátor byl Jan van Steenbergen. Později se ho ujal Igor Polyakov.
- Slovianski-S: Toto byl dřívější projekt jazyka Gabriela Svobody, který měl být velmi snadno naučitelný i pro cizince. Mnoho takových projektů bylo navrženo pro dosažení lepší srozumitelnosti a krásy než má slovio. Tento však selhal.

Slovioski zahájil v roce 2009 Steeven Radzikowski s několika dalšími bývalými uživateli jazyka slovio. Zpočátku projekt slovioski (kontaminace z názvů Slovio a Slovianski) byl úsilím vytvořit kompromis mezi nimi, což však vedlo k vytvoření nového samostatného jazyka.
Existoval ve dvou verzích: Polnij Slovioski a Prostij Slovioski. V roce 2011 se projekt slovioski spojil s projektem slovianski.
Novoslověnštinu v roce 2009 zveřejnil český pedagog a programátor Vojtěch Merunka jako 128stránkovou knihu Novoslovienskij jazyk. Jako pedagog přednášející softwarové inženýrství na Fakultě jaderné a fyzikálně inženýrské ČVUT v Praze vykázal tuto publikaci v Registru informací o výsledcích výzkumu, vývoje a inovací mezi výsledky projektu spolupráce fyzikálních ústavů Akademie věd České republiky a fyzikálních fakult Karlovy univerzity a ČVUT s Evropskou organizací pro jaderný výzkum (CERN). Cílem tohoto projektu, finančně podpořeného Ministerstvem školství, mládeže a tělovýchovy, bylo „přispět k […] hlubšímu pochopení hmoty Vesmíru na úrovni nejfundamentálnějších částic materie“.
Novoslověnština byla studií, jak by dnes mohla vypadat staroslověnština, kdyby se ve středověku nepřestala vyvíjet a kdyby na ni působily podobné vývojové vlivy, jaké působily na národní slovanské jazyky. Základem novoslověnštiny byla gramatika, morfologie a jazykový korpus asi 5000 slov přímo odvozených z klasické staroslověnštiny. Slova označující pojmy z moderní doby byla sdílena se slovianskim. Rozdíl mezi slovianskim a novoslověnštinou byl hlavně na úrovni gramatiky a morfologie, kde slovianski představoval jednodušší verzi téhož univerzálního jazyka se zjednodušenou gramatikou a pravopisem a se slovní zásobou tvořenou pouze slovy kombinovanými ze soudobých jazyků a novoslověnština představovala plnou verzi téhož univerzálního jazyka s nezjednodušenou gramatikou, morfologií a pravopisem a se slovní zásobou tvořenou nejen kombinacemi slov ze soudobých jazyků, ale i z originální slovní zásoby staroslověnštiny. V některých ohledech ji měla dokonce složitější než čeština nebo ruština a svými výrazovými možnostmi se blížila úrovni klasických jazyků jako je latina nebo řečtina a samozřejmě také staroslověnština. Na druhou stranu gramatika a morfologie novoslověnštiny obsahovala velmi málo výjimek a jen malé množství opakujících se pravidel stejně jako jiné umělé jazyky, takže se snadno učí. 
V roce 2017 byly na mezinárodní konferenci CISLa ve Starém Městě u Uherského Hradiště tyto samostatné projekty spojeny do jednoho společného projektu mezislovanštiny. 

## Současný stav jazyka

### Velikost jazykové komunity
Počet mluvčích ani úroveň, na které mezislovanštinu ovládají, nelze z nezávislých zdrojů zjistit. V rozhovoru z července 2010 sám autor novoslověnštiny uvedl, že mezi jeho fanoušky se řadí „informatici, amatérští filologové a duchovní, ale také jazykoví analytici, literáti, historici a jiní“. Počet studentů ve slovanských zemích odhadl na stovky, v Česku jich však prý je méně. V roce 2012 bulharský autor G. Iliev zmínil řadu „několika stovek“ mluvčích slovianski. Anna-Maria Meyerová, která napsala disertační práci na téma umělých slovanských jazyků, hovořila v roce 2014 o „několika desítkách pravidelných aktivních uživatelů“ obou jazykových projektů dohromady. V roce 2017 bylo přibližně 2 tis. uživatelů a zainteresovaných diváků. V roce 2018 odhadl Merunka počet mluvčích mezislovanštiny na 300.
V současnosti největší skupina mezislovanštiny na Facebooku má 19,0 tisíce členů. Kromě toho existují další tři skupiny na Facebooku (850, 324 a 120 členů) a skupiny na VKontaktě (1621 členů), Discord (8222 členů), Messenger (757) Telegram (437 členů). Konečně existuje staré internetové fórum slovianski s více než 1000 členy.

### Využití jazyka

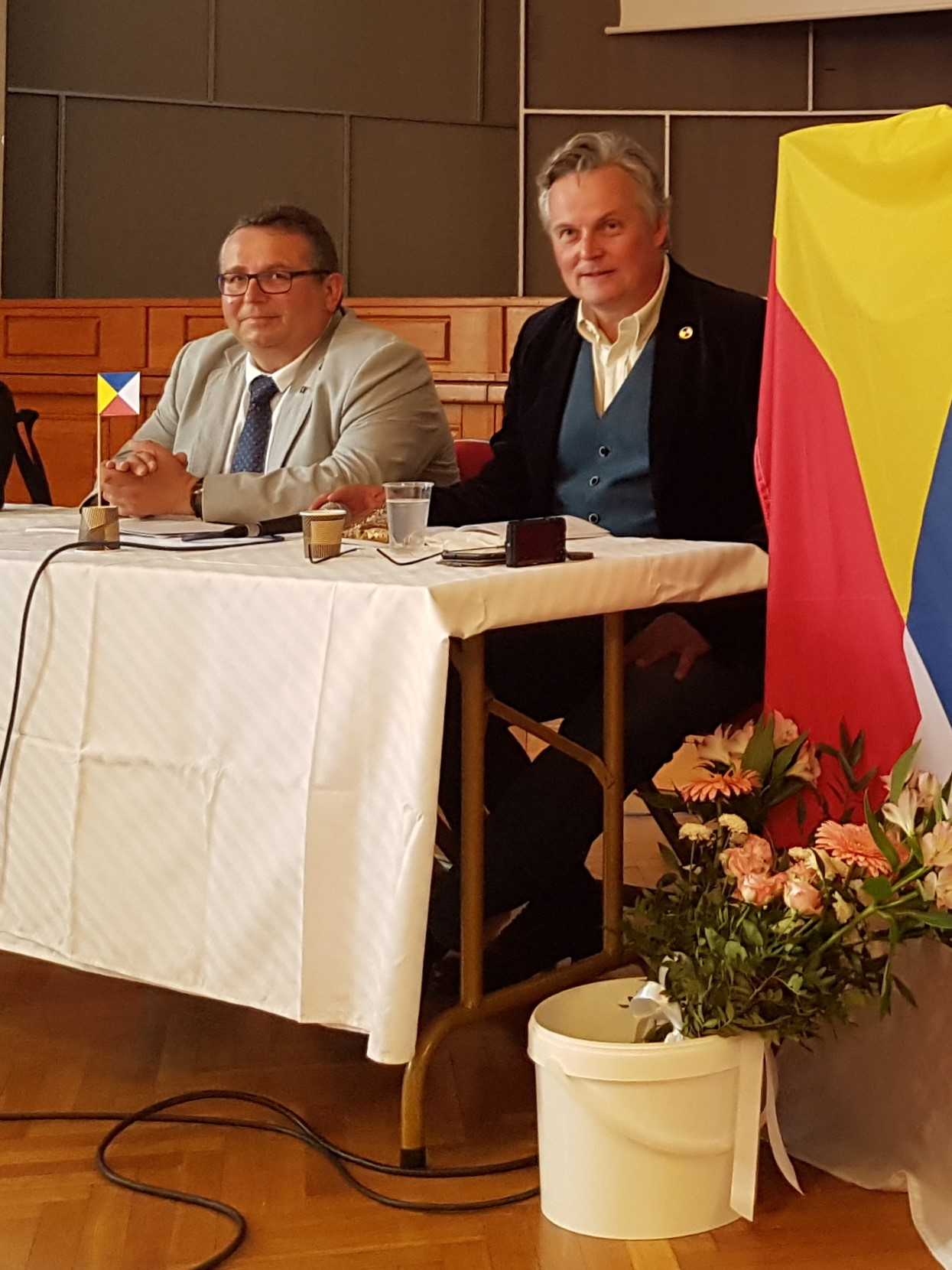
Vojtěch Merunka a Jan van Steenbergen na druhé konferenci CISLa v roce 2018

Až do nedávné doby se projekt podobně jako jiné novodobé projekty umělých jazyků koncentruje okolo hlavní facebookové skupiny jazyka a webových stránek spravovaných tvůrci. Kromě toho v červnu 2017 se v českém městě Staré Město uskutečnila první mezinárodní konference o mezislovanském jazyce (CISLa). Účastnilo se jí 64 účastníků z 12 zemí. Druhá konference CISLa se konala v roce 2018 ve Starém Městě u Uherského Hradiště a Hodoníně (67 účastníků z 16 zemí).
Latinkou psaná mezislovanština je vedle češtiny a slovenštiny pracovním jazykem českého spolku Slovanská unie, jehož je Vojtěch Merunka předsedou.
Mezislovanština (také označovaná jako „slovanské esperanto") je využitá ve filmu Nabarvené ptáče českého režiséra Václava Marhoula, kde představuje záměrně blíže neurčený národ někde ve východní Evropě, kde se odehrává děj filmu.

### Semináře v nabídce Evropské komise
V letech 2010, 2011 a 2012 opakovaně nabízel Merunkův spolupracovník a vyučující marketingu na České zemědělské univerzitě Zdeněk Linhart jménem své Agentury Agropro zájemcům účast na seminářích zaměřených na použití open source redakčního systému Joomla! pro „tvorbu webu pro mezislovanskou jazykovou výuku“, pro „zlepšení svých dovedností v budování společenského statusu“, či pro „implementaci webu pro standardizaci zónových jazyků, flavorizaci, učení a komunikaci“. Na těchto seminářích konaných v létě v kampusu České zemědělské univerzity v Praze a trvajících 7–12 dní měli vyučovat a jejich organizaci zajišťovat Merunka, Linhart a jejich rodinní příslušníci. Za účelem získání finančních prostředků pro uhrazení účastnického poplatku ve výši 750–1500 € byli zájemci vyzýváni k žádání o grant na individuální vzdělávání z Programu celoživotního vzdělávání Evropské komise. V médiích bylo zveřejnění programu těchto seminářů v seznamu nabídek na webu Evropské komise prezentováno tak, že projekt novoslověnštiny získal „grant“ pro pořádání kurzu jazyka „ze vzdělávacího programu EU“, nebo dokonce přímo že se „úředníci“ Evropské unie „rozhodli […] podpořit novoslověnštinu grantem“ za účelem podpory dorozumění „v okrajových slovanských oblastech EU“. Z dostupných údajů přitom nevyplývá, zda se tyto semináře nakonec skutečně konaly, ani jak velký počet osob se jich zúčastnil. Na webových stránkách Agentury Agropro, která se pořádáním školení využívajících systém Joomla! zabývá nejméně od roku 2008, je k dispozici pouze aktuální nabídka všech jejích seminářů a video představující kulturní zážitky několika účastníků jednoho blíže nespecifikovaného proběhlého semináře.

## Klasifikace
Ze zavedených plánových jazyků má filozofii blízkou mezislovanštině jazyk interlingua, který může obdobným způsobem sloužit mluvčím románských jazyků a byl pro vznik mezislovanštiny vzorem. Cílem takovýchto tzv. zónových jazyků je sloužit ke komunikaci uvnitř vymezené skupiny, jejíž všichni příslušníci mají umělému jazyku rozumět (tj. pasivně jej ovládat), aniž by se mu učili (tj. dovedli jej používat aktivně). Na rozdíl od zavedených univerzálních mezinárodních pomocných jazyků jako je esperanto pak zónové jazyky často mají složitou vnitřní strukturu, protože jejich studiu se věnují pouze lidé, kteří jimi chtějí aktivně hovořit, případně kteří vůbec nejsou členem příslušné vymezené skupiny. U mezinárodních pomocných jazyků naopak obvykle převládá snaha o co největší jednoduchost jejich studia, které dává přístup k jejich pasivnímu i aktivnímu využívání.

## Struktura jazyka

### Pravopis a výslovnost
Mezislovanština může být psána jak latinskou abecedou, tak i cyrilicí. Jde o to, aby bylo možné psát mezislovansky na různých klávesnicích, proto musí být povolen alternativní pravopis. Výslovnost je poměrně volná.
| Latinka | Cyrilice | Alternativně            | Výslovnost |
| ------- | -------- | ----------------------- | ---------- |
| A a     | A а      |                         | a          |
| B b     | Б б      |                         | b          |
| C c     | Ц ц      |                         | ts         |
| Č č     | Ч ч      | lat. cz, cx             | tʃ         |
| D d     | Д д      |                         | d          |
| DŽ dž   | ДЖ дж    | lat. dż, dzs, dzx       | dʒ         |
| E e     | Е е      |                         | e          |
| Ě ě     | Є є      | lat. e, cyr. е (nebo ѣ) | je         |
| F f     | Ф ф      |                         | f          |
| G g     | Г г      |                         | ɡ          |
| H h     | Х х      |                         | x          |
| I i     | И и      |                         | i ~ ji     |
| J j     | Ј ј      | cyr. й                  | j          |
| K k     | К к      |                         | k          |
| L l     | Л л      |                         | l          |
| Lj lj   | Љ љ      | cyr. ль                 | lʲ         |
| M m     | М м      |                         | m          |
| N n     | Н н      |                         | n          |
| Nj nj   | Њ њ      | cyr. нь                 | nʲ         |
| O o     | О о      |                         | o          |
| P p     | П п      |                         | p          |
| R r     | Р р      |                         | r          |
| S s     | С с      |                         | s          |
| Š š     | Ш ш      | lat. sz, sx             | ʃ          |
| T t     | Т т      |                         | t          |
| U u     | У у      |                         | u          |
| V v     | В в      |                         | ʋ          |
| Y y     | Ы ы      | lat. i, cyr. и          | ɪ          |
| Z z     | З з      |                         | z          |
| Ž ž     | Ж ж      | lat. ż, zs, zx          | ʒ          |

Mezislovanský pravopis na rozdíl od jiných umělých jazyků používá tvrdé y i měkké i, tvrdé (neměkčící) e a měkčící ě. Měkké i a ě volitelně měkčí předchozí samohlásky d, t, n, r, l, s, z (podobně jako u českého di, ti, ni, dě, tě, ně). Kromě této plné verze pravopisu je možné také použít zjednodušenou verzi, kde se píše pouze jedno i a jedno e. Je ale třeba mít na paměti, že jednodušší pravopis sice ulehčuje psaní, ale komplikuje srozumitelnost a přesnost textu.
Písmeno r může být slabikotvornou samohláskou (zvuk [ə] podle Mezinárodní fonetické abecedy), například mrtvy, prst, které mají slabiky [mərtvɪ], [pərst]). 

#### Palatizace souhlásek
Mezislovanština palatizuje podobně jako soudobé slovanské jazyky, ale na rozdíl například od češtiny v omezenější míře, protože mladší formy měkčení hlásek probíhaly v různých slovanských jazycích značně odlišně.
| tvrdá souhláska   | n  | l  | g | k | c | h |
| měkčená souhláska | nj | lj | ž | č | č | š |

Příklad:
- strah, strašny (h→š) (strach, strašný)
- bog, bože! (g→ž) (bůh, bože!)

### Slovní zásoba
Slova jsou tvořena tak, aby byla známá všem mluvčím jakéhokoliv slovanského jazyka. Pokud se v jednom z nich určité slovo nevyskytuje v příslušné formě, alespoň je v něm náznak, který pomůže v jeho porozumění. Samozřejmě to není vždy jednoduché, ale tvůrci se snaží jak nejlépe mohou. V současné době (2021) už má zpracováno 37 000 hesel.
Pokud dané slovo existuje ve všech slovanských jazycích a má pokaždé stejný význam, jednoduše je přijato do slovní zásoby. Pokud se liší v jednom nebo dvou jazycích, je také přijato. Je-li ovšem dané slovo v různých slovanských jazycích odlišné, děje se následující:
- pro každý kořen se hledají slova příbuzná společně se svými významy,
- následně se děje to samé s takto získanými slovy, takže jsou tvořeny sémantické rodiny,
- nakonec se použijí slova, která se vyskytují ve všech nebo většině jazyků a přiřadí se jim co nejprůměrnější významy.

Pokud ani to nefunguje, je zde několik možností:
- jednoduše je použito slovo, které se nachází ve většině jazyků,
- jsou tvořena synonyma,
- použije se slovo z těch jazyků, které jsou větší, známější a dominantní,
- hledá se mezinárodní ekvivalent.

Porovnání slov různých slovanských jazyků:
| Mezislovanština | Východoslovanské jazyky | Východoslovanské jazyky | Východoslovanské jazyky | Západoslovanské jazyky | Západoslovanské jazyky | Západoslovanské jazyky | Západoslovanské jazyky | Jihoslovanské jazyky | Jihoslovanské jazyky | Jihoslovanské jazyky | Jihoslovanské jazyky | Jihoslovanské jazyky |
| Mezislovanština | Ruština                 | Ukrajinština            | Běloruština             | Polština               | Čeština                | Slovenština            | Hornolužická srbština  | Srbština             | Chorvatština         | Slovinština          | Bulharština          | Makedonština         |
| --------------- | ----------------------- | ----------------------- | ----------------------- | ---------------------- | ---------------------- | ---------------------- | ---------------------- | -------------------- | -------------------- | -------------------- | -------------------- | -------------------- |
| člověk, чловєк  | человек                 | людина                  | чалавек                 | człowiek               | člověk                 | človek                 | čłowjek                | човек                | čovjek               | človek               | човек                | човек                |
| pes, пес        | пёс, собака             | пес, собака             | сабака                  | pies                   | pes                    | pes                    | pos, psyk              | пас                  | pas                  | pes                  | пес, куче            | пес, куче            |
| dom, дом        | дом                     | дім                     | дом                     | dom                    | dům                    | dom                    | dom                    | дом, кућа            | dom, kuća            | dom, hiša            | дом, къща            | дом, куќа            |
| kniga, книга    | книга                   | книга                   | кніга                   | książka                | kniha                  | kniha                  | kniha                  | књига                | knjiga               | knjiga               | книга                | книга                |
| noč, ноч        | ночь                    | ніч                     | ноч                     | noc                    | noc                    | noc                    | nóc                    | ноћ                  | noć                  | noč                  | нощ                  | ноќ                  |
| pismo, писмо    | письмо                  | лист                    | пісьмо, ліст            | list                   | dopis                  | list                   | list                   | писмо                | pismo                | pismo                | писмо                | писмо                |
| veliky, великы  | большой, великий        | великий                 | вялікі                  | wielki                 | velký                  | veľký                  | wulki                  | велик                | velik                | velik                | голям                | голем                |
| novy, новы      | новый                   | новий                   | новы                    | nowy                   | nový                   | nový                   | nowy                   | нов                  | nov                  | nov                  | нов                  | нов                  |

### Způsob použití jazyka – flavorizace
Na rozdíl od jiných umělých jazyků mezislovanština klade větší důraz na gramatiku a morfologii a menší důraz na slovní zásobu. Vychází se zde z předpokladu, že živé slovanské jazyky si jsou stále velmi blízké a až na několik nebezpečných synonym není největší bariérou pro vzájemnou komunikaci neznalost slovíček, ale nejistota v gramatice. Například různost konstrukce slovesných časů a způsobů a různost pádových koncovek může komunikaci úplně znemožnit i v případě, kdy samotným slovíčkům je jednotlivě dobře rozumět.
Mezislovanštinu proto mohou Slované mezi sebou používat i způsobem, kdy mluvčí používá při styku s partnerem jiné národnosti slovíčka ze svého rodného jazyka, ale ve struktuře gramatiky a morfologie mezislovanštiny. Jde tedy o „přimíchání“ neboli „flavorizaci“ mezislovanštiny do vlastního rodného jazyka za účelem zpřesnění srozumitelnosti.
Tímto způsobem se mezislovanština využívá také jako pomocný jazykový nástroj při učení se živým národním jazykům. Zájemce o cizí slovanský jazyk začne s mezislovanštinou, která mu umožní velmi rychle začít komunikovat s mluvčími v cílovém jazyce (po několika málo hodinách či dnech studia). Mezislovanština mu totiž pomůže velmi rychle získat pasívní (receptívní) znalost učeného jazyka. Zájemce potom přimíchává do mezislovanského základu postupně nabývané znalosti z učeného jazyka.

### Gramatika (ukázka)
Gramatika byla vytvořena podobně jako slovní zásoba. Gramatické prvky, které mají všechny slovanské jazyky společné, jsou výchozí. Autoři se snaží o co nejpřirozenější řešení, a tedy protože většina slovanských jazyků má rody, pády a slovesný vid, tak je má i mezislovanština. Na druhé straně ani ve mezislovanštině nejsou žádoucí nekonečné tabulky obsahující vzory sloves a podstatných jmen, proto je zde úsilí o co největší zjednodušení. Nejdůležitější je to, že zvolené tvary musí být okamžitě rozpoznatelné, i kdyby vypadaly odlišně v některém jazyce. Snaží se vyhnout nepravidelnostem, ale jen do té míry, aby to neohrozilo snadnou rozpoznatelnost.

#### Podstatná jména
Podstatná jména se skloňují v sedmi pádech, rozlišuje se mužský, ženský a střední rod, jednotné číslo a množné číslo. U mužských podstatných jmen se rozlišuje životnost podobně jako v živých slovanských jazycích. Mezislovanština má dohromady ve všech rodech 12 vzorů, ve kterých se ale s velkou pravidelností opakují stejné pádové koncovky. Základem je šest vzorů, vždy jeden tvrdý a jeden měkký pro každý ze tří rodů.
|               | jednotné číslo | jednotné číslo | množné číslo | množné číslo |
| 1.p. (nom.)   | bog            | hlěb           | bog-i        | hlěb-y       |
| 2.p. (gen.)   | bog-a          | hlěb-a         | bog-ov       | hlěb-ov      |
| 3.p. (dat.)   | bog-u          | hlěb-u         | bog-am       | hlěb-am      |
| 4.p. (akuz.)  | bog-a          | hlěb           | bog-ov       | hlěb-y       |
| 5.p. (vok.)   | bož-e          | hlěb-e         | bog-i        | hlěb-y       |
| 6.p. (lok.)   | bog-u          | hlěb-u         | bog-ah       | hlěb-ah      |
| 7.p. (instr.) | bog-om         | hlěb-om        | bog-ami      | hlěb-ami     |

|               | jednotné číslo | jednotné číslo | množné číslo | množné číslo |
| 1.p. (nom.)   | muž            | kraj           | muž-i        | kraj-e       |
| 2.p. (gen.)   | muž-a          | kraj-a         | muž-ev       | kraj-ev      |
| 3.p. (dat.)   | muž-u          | kraj-u         | muž-am       | kraj-am      |
| 4.p. (akuz.)  | muž-a          | kraj           | muž-ev       | kraj-e       |
| 5.p. (vok.)   | muž-u          | kraj-u         | muž-i        | kraj-e       |
| 6.p. (lok.)   | muž-u          | kraj-u         | muž-ah       | kraj-ah      |
| 7.p. (instr.) | muž-em         | kraj-em        | muž-ami      | kraj-ami     |

|                     | jednotné číslo | množné číslo |
| 1.p. (nominativ)    | žen-a          | žen-y        |
| 2.p. (genitiv)      | žen-y          | žen          |
| 3.p. (dativ)        | žen-ě          | žen-am       |
| 4.p. (akuzativ)     | žen-u          | žen-y        |
| 5.p. (vokativ)      | žen-o          | žen-y        |
| 6.p. (lokal)        | žen-ě          | žen-ah       |
| 7.p. (instrumental) | žen-oju        | žen-ami      |

|                     | jednotné číslo | množné číslo |
| 1.p. (nominativ)    | duš-a          | duš-e        |
| 2.p. (genitiv)      | duš-i          | duš-ej       |
| 3.p. (dativ)        | duš-i          | duš-am       |
| 4.p. (akuzativ)     | duš-u          | duš-e        |
| 5.p. (vokativ)      | duš-e          | duš-e        |
| 6.p. (lokal)        | duš-i          | duš-ah       |
| 7.p. (instrumental) | duš-eju        | duš-ami      |

|                     | jednotné číslo | množné číslo |
| 1.p. (nominativ)    | slov-o         | slov-a       |
| 2.p. (genitiv)      | slov-a         | slov         |
| 3.p. (dativ)        | slov-u         | slov-am      |
| 4.p. (akuzativ)     | slov-o         | slov-a       |
| 5.p. (vokativ)      | slov-o         | slov-a       |
| 6.p. (lokal)        | slov-u         | slov-ah      |
| 7.p. (instrumental) | slov-om        | slov-ami     |

|                     | jednotné číslo | množné číslo |
| 1.p. (nominativ)    | polj-e         | polj-a       |
| 2.p. (genitiv)      | polj-a         | polj-ej      |
| 3.p. (dativ)        | polj-u         | polj-am      |
| 4.p. (akuzativ)     | polj-e         | polj-a       |
| 5.p. (vokativ)      | polj-e         | polj-a       |
| 6.p. (lokal)        | polj-u         | polj-ah      |
| 7.p. (instrumental) | polj-em        | polj-ami     |

## Příklady

### Číslovky
| Mezislovansky  | Česky |
| jedin, једин   | jeden |
| dva, два       | dva   |
| tri, три       | tři   |
| četyri, четыри | čtyři |
| pęt’, пєт’     | pět   |
| šest’, шест’   | šest  |
| sedm, седум    | sedm  |
| osm, осум      | osm   |
| devęt’, девєт’ | devět |
| desęt’, десєт’ | deset |

## Ukázkový text

### Všeobecná deklarace lidských práv
| (latinka)  | Vsi ljudi rodet se svobodni i ravni v dostojnosti i pravah. Oni sut obdarjeni razumom i svěstju i imajut postupati jedin k drugomu v duhu bratstva. |
| (cyrilice) | Вси људи родет се свободни и равни в достојности и правах. Они сут обдарјени разумом и свєстју и имајут поступати једин к другому в духу братства.  |
| česky      | Všichni lidé se rodí svobodní a sobě rovní co do důstojnosti a práv. Jsou nadáni rozumem a svědomím a mají spolu jednat v duchu bratrství.          |

### Otčenáš
| (latinka)  | Otče naš, ktory jesi v nebesah, nehaj sveti se ime Tvoje. Nehaj prijde kraljevstvo Tvoje, nehaj bude volja Tvoja, kako v nebu tako i na zemji. Hlěb naš vsakodenny daj nam dnes, i odpusti nam naše grěhy, tako kako my odpuščajemo našim grěšnikam. I ne vvedi nas v pokušenje, ale izbavi nas od zlogo. |
| (cyrilice) | Отче наш, кторы јеси в небесах, нехај свети се име Твоје. Нехај пријде краљевство Твоје, нехај буде воља Твоја, како в небу тако и на земји. Хлєб наш всакоденны дај нам днес, и одпусти нам наше грєхы, тако како мы одпушчајемо нашим грєшникам. И не введи нас в покушенје, але избави нас од злого.   |
| česky      | Otče náš, jenž jsi na nebesích, posvěť se jméno tvé, přijď království tvé, buď vůle tvá, jako v nebi, tak i na zemi. Chléb náš vezdejší dejž nám dnes a odpusť nám naše viny, jakož i my odpouštíme našim viníkům a neuveď nás v pokušení, ale chraň nás od zlého.                                        |